# Петров, Сергей Антонович
Сергей Антонович Петров (1904-?) — советский партийный деятель, в 1938—1939 первый секретарь Мурманского обкома ВКП(б).
Родился в г. Боровичи Новгородской губернии.
С 1921 г. работал там же на заводе.
С 1924 г. на комсомольской работе в Боровичах, Бологом, Новгороде. В 1929—1931 секретарь Ореховского районного комитета ВКП(б) (Ленинградская область).
С 1931 г. на учёбе, окончил Ленинградский институт инженеров промышленного строительства (1937). Работал секретарем парткома этого института, секретарем Дзержинского райкома ВКП(б) Ленинграда.
Постановлением ЦК ВКП(б) от 26.05.1938 назначен первым секретарем Оргбюро ЦК ВКП(б) по Мурманской области (прибыл в Мурманск 1 июня).
После проведения Первой областной конференции ВКП(б) 23.08.1938 г. на 1‑м пленуме Мурманского областного комитета партии избран первым секретарем обкома.
Освобожден от занимаемой должности постановлением бюро Мурманского обкома 15.01.1939 в соответствии с решением ЦК ВКП(б), после чего выбыл из Мурманска.
Дальнейшая судьба не известна. Возможно, это он указан в списке от 17.05.1944 на награждение орденом Отечественной войны II степени: Сергей Антонович Петров, 1904 г.р., инженер-подполковник, в РККА с 1939 г., место службы — Главное управление оборонительного строительства Красной Армии (ГУОС КА) — сайт Подвиг народа.